# Adrenarca
Con il termine adrenarca si fa riferimento a quella fase dell'età evolutiva in cui si verifica la graduale maturazione della corteccia surrenalica e volge a termine con la comparsa dei peli pubici e ascellari (pubarca), poco prima della maturazione sessuale.